# مشاري الثمالي
مشاري الثمالي، لاعب كرة قدم سعودي.

## مسيرة اللاعب
كانت بداياته مع نادي وج و عام 2012 وقع مع النادي الفيصلي و لعب معهم لمدة 3 سنوات و في عام 2015 انتقل إلى نادي الشباب و عاد إلى نادي الفيصلي في عام 2019 و في عام وقع مع نادي الطائي.

## روابط خارجية
- مشاري الثمالي على موقع Soccerway.com (الإنجليزية)
- مشاري الثمالي على موقع كووورة